# Lubaczów
Lubaczów ist eine Stadt im Südosten der Woiwodschaft Karpatenvorland in Polen, an der Mündung der Sołotwa in die Lubaczówka gelegen. Die Grenze zur Ukraine ist  24 km entfernt (Grenzübergang Korczowa). Seit 1998 ist sie Sitz des gleichnamigen Powiats.

## Geschichte
Eine Burg im Herrschaftsgebiet der Kiewer Rus wird im 13. Jahrhundert als Ljubacew erwähnt. Mitte des 14. Jahrhunderts kam der Ort mit der gesamten Region Przemyśl unter polnische Herrschaft und erhielt 1376 die Stadtrechte. Zugleich wurde Lubaczów Sitz eines Kastellanats und einer Starostei. Die Stadt entwickelte sich als Handwerkszentrum, in dem Hiebwaffen und seit dem 18. Jahrhundert Kristallglas hergestellt wurde. Seit dem 15. Jahrhundert ließen sich zahlreiche Juden in der Stadt nieder.
1772 kam Lubaczów mit der Ersten Teilung Polens zur Habsburgermonarchie. Es folgte u. a. wegen des Abreißens alter Handelsverbindungen ein gewisser wirtschaftlicher Niedergang, der erst mit dem Anschluss an die Eisenbahn 1884 beendet wurde. Lubaczów verlor auch den zwischen 1850 und 1867 bestehenden Sitz einer Bezirkshauptmannschaft. In der zweiten Hälfte des 19. Jahrhunderts wurde Lubaczów auch Garnisonsstadt, stationiert war 1914 das IV. Bataillon des Galizischen Infanterie-Regiments Nr. 90 der k.u.k. Armee.
Großbrände in den Jahren 1899 und 1904 zerstörten einen Großteil der alten Stadtbebauung aus Holz. Im November 1918 kam Lubaczów zum neu gegründeten Polen. Die Kämpfe gegen die Ukrainer waren jedoch erst ein Jahr später beendet. Laut Volkszählung von 1919 lebten in der Stadt 2991 Polen, 1793 Ruthenen (Ukrainer) und 519 Juden.
Im Zweiten Weltkrieg nahm die die deutsche Wehrmacht 1939 die Stadt ein, übergab sie aber nach den Bestimmungen des deutsch-sowjetischen Nichtangriffspaktes an die Sowjetunion. Während der folgenden sowjetischen Periode zwischen September 1939 und Juni 1941 wurden zahlreiche Polen nach Sibirien deportiert, der Ort selbst wurde nun russisch Ljubatschew (Любачев) genannt und war bis Januar 1940 Hauptort des Ujesd Ljubatschew innerhalb der Oblast Lwow der Ukrainischen SSR. Nach einer Verwaltungsreform wurde der Ort ab dem 10. Januar 1940 der Sitz der Rajonsverwaltung des Rajon Ljubatschew. Nach dem deutschen Überfall auf die Sowjetunion kehrte im Juni 1941 die Wehrmacht zurück. Die deutschen Besatzungsbehörden richteten ein Ghetto für die Juden ein. Von den 7000 Insassen wurden etwa 4500 im Laufe der folgenden Monate erschossen, die übrigen ins Vernichtungslager Belzec deportiert. Während des Krieges wurde Lubaczów weitgehend zerstört. Der Einmarsch der Roten Armee am 22. Juli 1944 im Rahmen der sowjetischen Sommeroffensive beendete die Kämpfe nicht, jedoch wurde der Ort samt dem gleichnamigen Rajon im Oktober 1944 wieder offiziell an Polen zurückgegeben. Der Bürgerkrieg zwischen polnischen und ukrainischen Partisaneneinheiten dauerte im Südosten Polens noch mehrere Jahre an. Im Zuge der Aktion Weichsel wurde die ukrainische Bevölkerung der Stadt von den polnischen Behörden nach Westen deportiert.
1945 hatte der Apostolische Administrator für das ehemalige katholische Erzbistum Lemberg seinen Sitz in Lubaczów genommen.
Von 1922 bis 1975 und wiederum seit 1999 ist Lubaczów Kreisstadt.

## Gmina
- Die Stadt Lubaczów bildet eine Stadtgemeinde (gmina miejska).
- Die eigenständige Landgemeinde (gmina wiejska) Lubaczów hat eine Fläche von 202,86 km². Zu ihr gehören 23 Ortschaften mit einem Schulzenamt.

## Sehenswürdigkeiten

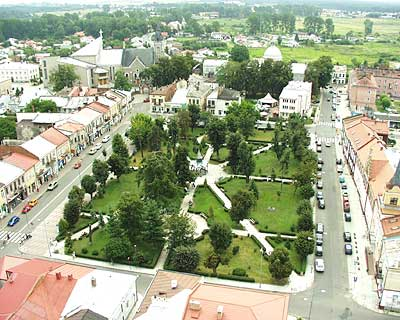
Blick auf den Marktplatz von Lubaczów

- Regionalmuseum
- Rathaus
- Marktplatz

## Partnerstädte
- Tostedt (Deutschland)
- Érd (Ungarn)
- Jaworiw (Ukraine)
- Reghin (Rumänien)

## Persönlichkeiten
- Stanisław Dębicki (* 1866 in Lubaczów), polnischer Maler
- Władysław Witwicki (* 1878 in Lubaczów), polnischer Psychologe
- Jan Ewangelista Nowicki (* 1894; † 1973 in Lubaczów), Apostolischer Administrator des Erzbistums Lemberg
- Arthur Hertzberg (* 1921 in Lubaczów; † 2006), polnisch-US-amerikanischer Rabbiner
- Robert Korzeniowski (* 1968 in Lubaczów), polnischer Geher und Olympiasieger

Ehrenbürger
- Ruth Zuther (1926–2015), Verleihung der Ehrenbürgerschaft im Jahre 1996[5]
- Marian Kardinal Jaworski (1926–2020), Verleihung der Ehrenbürgerschaft im Jahre 1996